# Svensktoppen 1993
Svensktoppen 1993 är en sammanställning av de femton mest populära melodierna på Svensktoppen under 1993.
Från och med 1993 ersatte man juryn genom att inbjuda lyssnarna att rösta på melodierna via vykort. Programmet flyttades från Sveriges Radio P3 till P4, och från söndag morgon till lördag morgon. Sändningen söndagen den 20 juni följdes av kommande sändning, lördagen den 3 juli. På sikt kom detta att påverka Svensktoppen genremässigt genom en stark förskjutning åt dansbandshållet, som sedan kom att dominera fram till 2003 års regeländringar. På Svensktoppen kallas därför ibland åren 1993-2002 för dansbandsepoken, dansbandseran eller dansbandsåren.
Det så kallade sommaruppehållet i mitten av året, som införts 1980, avskaffades.
Populärast var tvåan från årets melodifestival, We Are All the Winners av Nick Borgen, utanför Melodifestivalen i Nick Borgens orkesters namn. Låten fick sammanlagt 9241 poäng under 23 veckor. Festivalens vinnarbidrag, Eloise av Arvingarna, fick 2911 poäng under 10 veckor och blev årets tionde populäraste låt.
Populäraste artisterna var Nick Borgens orkester, Thorleifs och Arvingarna med två melodier var på årssammanfattningen.
Den 2 maj 1993 slog Sven-Ingvars melodi Två mörka ögon längrekordet på 65 veckor som tidigare hade tillhört De sista ljuva åren av Lasse Stefanz och Christina Lindberg från 1989-1990. Totalt låg Två mörka ögon på listan under 71 veckor.
Thorleifs Ingen får mig att längta som du blev fortsatt populär under 1994.

## Årets Svensktoppsmelodier 1993
| Nr | Artist                      | Titel                                        | Poäng | Antal veckor |
| -- | --------------------------- | -------------------------------------------- | ----- | ------------ |
| 1  | Nick Borgens orkester       | We Are All the Winners                       | 9241  | 23           |
| 2  | Thorleifs                   | Med dig vill jag leva                        | 7735  | 21           |
| 3  | Sven-Ingvars                | Två mörka ögon                               | 6910  | 23           |
| 4  | Ann-Cathrine Wiklander      | Kärleken                                     | 5700  | 15           |
| 5  | Sten & Stanley/Sten Nilsson | Rosor doftar alltid som mest när det skymmer | 4699  | 18           |
| 6  | Niklas Strömstedt           | Oslagbara!                                   | 4515  | 16           |
| 7  | Thorleifs                   | Ingen får mig att längta som du              | 4070  | 12           |
| 8  | Göran Lindbergs orkester    | Den röda stugan                              | 4060  | 20           |
| 9  | Nick Borgens orkester       | Du e' det finaste jag vet                    | 3871  | 10           |
| 10 | Arvingarna                  | Eloise                                       | 2911  | 10           |
| 11 | Arvingarna                  | Linda går                                    | 2840  | 8            |
| 12 | Tomas Ledin                 | Du kan lita på mej                           | 2666  | 12           |
| 13 | Ted Gärdestad               | För kärlekens skull                          | 2536  | 9            |
| 14 | Grönwalls                   | Du ringde från Flen                          | 2487  | 12           |
| 15 | Karin Glenmark              | En enda röst                                 | 2338  | 9            |